# Prise de Tunis (1347)
Pour les articles homonymes, voir Prise de Tunis.
 (avril 2025).
Motif : Sources centrées ?
- Archive Wikiwix
- Bing
- Cairn
- DuckDuckGo
- E. Universalis
- Gallica
- Google
- G. Books
- G. News
- G. Scholar
- Persée
- Qwant
- (zh) Baidu
- (ru) Yandex
- (wd) trouver des œuvres sur Wikidata

| 1. | Préciser le motif de la pose du bandeau. | Précisez le motif de la pose du bandeau en utilisant la syntaxe suivante : {{admissibilité à vérifier\|date=avril 2025\|motif=remplacez ce texte par le motif}}                            |
| 2. | Informer les utilisateurs concernés.     | Pensez à avertir le créateur de l'article, par exemple, en insérant le code ci-dessous sur sa page de discussion : {{subst:avertissement admissibilité à vérifier\|Prise de Tunis (1347)}} |

La prise de Tunis de 1347 oppose les forces mérinides, menées par le sultan Abu al-Hasan ben Uthman, aux armées hafsides d'Abû Hafs Umar ben Abî Bakr. Elle entraîne la capture de la ville par les Mérinides pour la première fois de l'histoire.